# Dave Spoon
Dave Spoon (* 1977 in Portsmouth; eigentlich: Simon Neale) ist ein britischer House-DJ und Produzent.

## Biografie
Simon Neale hörte seit seiner Jugend verschiedene Stile elektronischer Musik, von Synthiepop, über Acid House, Hardcore und Drum and Bass. In der Mittelschule kam er in Kontakt mit den Synthesizern TB-303 und Juno-60.
Im Jahr 2004 wurde seine Produktion „21st Century“ auf dem Label Toolroom Records veröffentlicht und erhielt Unterstützung von DJs wie Pete Tong, Roger Sanchez und Erick Morillo. Die Nachfolgeproduktion „Sunrise“ erschien beim Label Big Love von Seamus Haji.
Der Durchbruch gelang Dave Spoon schließlich 2006 mit „At Night“. Der Song wurde ein großer Dancefloor-Hit und wurde von bekannten DJs wie Deep Dish und Tiësto gespielt. Im folgenden Jahr wurde dem Song noch Vocals von Lisa Maffia hinzugefügt und als „Bad Girl (At Night)“ erreichte er
Platz 36 in den britischen Singlecharts. Im Jahr 2008 hat Spoon zusammen mit Sam Obernik und Paul Harris mit „Baditude“ einen weiteren Hit in den UK Top 40.
Von Februar 2008 bis Mai 2009 war Spoon regelmäßig im Lineup der wöchentlichen Radiosendung In New DJs We Trust auf BBC Radio 1.
Zusammen mit Pete Tong hat Spoon auch schon zwei Produktionen als Tong & Spoon veröffentlicht: „Gas Phase“ (2008) und „Muchness“ (2010).

## Diskografie

### Singles
- 2005: 21st Century
- 2005: Sunrise
- 2006: Outside
- 2006: At Night
- 2007: Bad Girl (At Night) (feat. Lisa Maffia)
- 2007: Won't Do It Again (Sunrise) (feat. Laura Vane)
- 2007: This Machine (feat. Penny Foster)
- 2007: Sylo (mit Mark Knight)
- 2008: 88
- 2008: Baditude (mit Harris & Obernik)
- 2009: Lummox
- 2009: Ghost Train (mit DJ Zinc)
- 2010: Music / Recall

### Remixe (Auswahl)
- 2005: Haji & Emmanuel – Take Me Away
- 2006: Robbie Rivera – Bizarre Love Triangle
- 2006: Antoine Clamaran – Take Off
- 2006: Tyken feat. Awa – Every Word
- 2007: Paul van Dyk feat. Jessica Sutta – White Lies
- 2007: Robyn mit Kleerup – With Every Heartbeat
- 2007: D.O.N.S. – Big Fun
- 2007: Funkagenda – San Francisco
- 2007: Dizzee Rascal – Flex
- 2008: Pet Shop Boys – Integral
- 2008: James Blunt – 1973
- 2008: Alphabeat – Boyfriend
- 2008: The Presets – Talk Like That
- 2008: Madonna – Give It 2 Me
- 2009: Killa Kela – Built Like An Amplifier
- 2009: Chase & Status feat. Kano – Against All Odds
- 2009: The Ting Tings – Fruit Machine
- 2009: Calvin Harris – Ready For The Weekend
- 2009: VV Brown – Game Over
- 2009: Mr Hudson – White Lies
- 2009: Beyoncé – Sweet Dreams
- 2010: Audio Bullys – Only Man